# Жельці
Жельці (рос. Жельцы) — присілок у Лузькому районі Ленінградської області Російської Федерації.
Населення становить 792 особи. Належить до муніципального утворення Толмачовське міське поселення.

## Історія
Згідно із законом від 28 вересня 2004 року № 65-оз належить до муніципального утворення Толмачовське міське поселення.

## Населення
| 1838 | 1862 | 1885 | 1961 | 1997 | 2007 | 2010 |
| ---- | ---- | ---- | ---- | ---- | ---- | ---- |
| 142  | ↘118 | ↗167 | ↗337 | ↗943 | ↘854 | ↘792 |